# Arcadio Maxílom
El general Arcadio Maxílom y Molero (13 de noviembre de 1862–10 de agosto de 1924) era pedagogo filipino y héroe de la Revolución filipina.
Nació en Tuburán en la provincia de Cebú a Roberto Maxílom, el gobernadorcillo del barrio, y Gregoria Molero. Su familia era de la alta burgesía, conocida como la principalía. Trabajaba como profesor en la escuela local antes de abrazar la Katipunan, cuyas actividades en Cebú son dirigidas por un joven negrense que se llama León Kilat.
Kilat fue traicionado y asesinado, pero Maxílom continuaba la revolución en la isla. Bajo su mando, se podía reagrupar la Katipunan en las tierras altas, las que se encontró impenetrable por las fuerzas españolas. El 16 de diciembre de 1898, Maxílom escribió una carta a las autoridades españolas en la isla, exigiendo que entreguen. Cansadas por el combate incesante, los españoles respondieron rápidamente, pidiendo a Maxílom tres días para que se puedan salir de la provincia. Cuando venía la Nochebuena los españoles ya han salido, dejando atrás solo tres clérigos católicos.
Poco sabían los cebuanos, en efecto todos los filipinos, que su nueva libertad sería de breve duración, dado que España ya se forzó de vender el destino de sus exsúbditos de veinte millones dólares por los Estados Unidos (véase Tratado de París).
Maxílom se recuerda mejor por su obstinada negativa a entregarse a las fuerzas ocupacionales estadounidenses justo cuando sus correvolucionarios en Manila y Cebú estaban empezando a capitular o colaborar con el nuevo poder colonial. Finalmente se engregó el 27 de octubre de 1901.
Prácticamente olvidado después de la revolución, Maxílom falleció en Tuburán, terminando una batalla personal contra la parálisis, el 10 de agosto de 1924. Su cortejo fúnebre, participado por personajes principales de la revolución incluso Emilio Aguinaldo, extendía unos cuatro kilómetros, lo que hoy continúa a ser el más largo en la historia de la provincia de Cebú.
La Avenida Mango, una de las vías principales de la ciudad de Cebú, se renombró Avenida Maxílom en honor al general.